# Irene Wagner-Döbler
Irene Wagner-Döbler (* 1952/1953) ist eine deutsche Mikrobiologin.

## Leben
Irene Wagner-Döbler studierte  Biologie an der Ludwig-Maximilians-Universität München und promovierte 1984 mit einer Arbeit in der aquatischen Ökologie. 2001 erfolgte die Habilitation bei der Gesellschaft für biotechnologische Forschung (GBF), später umbenannt in Helmholtz-Zentrum für Infektionsforschung Braunschweig. Die Habilitation befasste sich mit der Entgiftung von quecksilberhaltigen Abwässern mittels eines neu entdeckten Pseudomonas putida-Stammes und einem eigens dafür entwickelten Bioreaktor. Für diese Arbeit erhielt sie 2001 den Erwin-Schrödinger-Preis. Als Arbeitsgruppenleiterin beim Helmholtz-Zentrum für Infektionsforschung (2004–2018) und außerplanmäßige Professorin der Technischen Universität Braunschweig (ab 2007) befasst sie sich mit der mikrobiellen Kommunikation, insbesondere dem Quorum sensing sowie Algen-Bakterien-Interaktionen im Meer. Sie ist Autorin von mehr als 150 wissenschaftlichen Arbeiten, die Veröffentlichungen umfassen dabei u. a. die de-novo Sequenzierung des Algensymbionten Dinoroseobacter shibae.

## Veröffentlichungen (Auswahl)
- mit H. von Canstein, Y. Li,  K. N. Timmis, Deckwer: Removal of mercury from chloralkali electrolysis wastewater by a mercury-resistant Pseudomonas putida strain. Applied and Environmental Microbiology, 65(12), 5279–5284, 1999.
- mit B. Ballhausen, M. Berger, T. Brinkhoff, I. Buchholz, B. Bunk, M. Simon: The complete genome sequence of the algal symbiont Dinoroseobacter shibae: a hitchhiker's guide to life in the sea. The ISME Journal, 4(1), 61–77, 2010.
- mit H. von Canstein, Y. Li, K. N. Timmis, W. D. Deckwer: Removal of mercury from chemical wastewater by microoganisms in technical scale. Environmental Science & Technology, 34(21), 4628–4634, 2000.
- mit H. Sztajer, S. P. Szafranski, J. Tomasch, M. Reck, M., M. Nimtz, M. Rohde: Cross-feeding and interkingdom communication in dual-species biofilms of Streptococcus mutans and Candida albicans. The ISME Journal, 8(11), 2256–2271, 2014.